# Подгурский, Андрей Павлович
Андрей Павлович Подгурский (4 марта 1965) — советский и российский футболист, полузащитник и защитник.

## Биография
В 1977 году стал серебряным призёром республиканского детского турнира «Колосок» в составе команды пос. Витязево.
На взрослом уровне начал выступать в 1986 году в составе краснодарской «Кубани» в первой лиге, провёл 9 матчей за сезон. С 1988 года играл за анапский «Спартак» во второй лиге СССР и первой лиге России.
В 1993 году перешёл в новороссийский «Гекрис» (позднее — «Черноморец»). В том же сезоне со своим клубом стал победителем зонального турнира первой лиги, сыграв 37 матчей и забив 11 голов. По регламенту того сезона команда должна была завоевать право на выход в высшую лигу через переходный турнир, однако «Черноморец» выступил в турнире неудачно. Подгурский принял участие в 4 из 5 матчей переходного турнира. В том же году стал участником победных матчей Кубка России против клубов высшей лиги — «Жемчужины» и «Ростсельмаша». В 1994 году «Черноморец» стал победителем уже единой первой лиги, однако футболист покинул команду во время летнего перерыва, сыграв до того 9 матчей.
С середины 1994 года снова выступал за анапский «Спартак» во второй и третьей лигах. В общей сложности за клуб из Анапы в 1988—1992 и 1994—1996 годах провёл 260 матчей. В 1997 году играл за «Дружбу» (Майкоп) в первой лиге, после чего завершил профессиональную карьеру.
В 1990-е и 2000-е годы в течение нескольких сезонов выступал за любительскую команду из Витязево («Понтос», «Алекс», «Спартак-УГП»), позднее работал в ней начальником команды. Много лет выступает в соревнованиях ветеранов.
Всего на уровне профессионалов (мастеров) сыграл более 340 матчей, в том числе в первой лиге СССР и России — 120 матчей.